# Clinterocera cruciata
Clinterocera cruciata är en skalbaggsart som beskrevs av Moser 1901. Clinterocera cruciata ingår i släktet Clinterocera och familjen Cetoniidae. Inga underarter finns listade i Catalogue of Life.